# Andrea Anders
Andrea Anders (* 10. Mai 1975 in Madison, Wisconsin) ist eine US-amerikanische Schauspielerin.

## Leben
1997 machte Anders ihren Bachelor of Fine Arts an der University of Wisconsin-Stevens Point und 2001 folgte der Master an der Rutgers University in New Jersey. Nach ihrem Abschluss zog sie erst für zwei Jahre nach New York City und dann nach Los Angeles, wo sie auch heute noch wohnt. 2001 spielte Anders bereits in einigen Folgen der Seifenopern The Guiding Light und One Life to Live. Auch in der erfolgreichen Dramaserie Law & Order hatte sie einen Gastauftritt, bevor sie in der Fernsehserie Oz in der Rolle der Donna Degenhart mehrfach auftrat.
Von 2002 bis 2003 spielte sie die Rolle der Elaine Robinson in dem berühmten Theaterstück The Graduate am Broadway in New York City. Zuvor hatte sie bereits Bühnenerfahrung am Guthrie Theater in Minneapolis und am Arena Stage in Washington DC gesammelt.
2002 erhielt Anders eine Rolle in der Neuverfilmung von Die Frauen von Stepford an der Seite von Nicole Kidman und Bette Midler, der 2004 in die Kinos kam. Außerdem spielte sie in den Pilotfolgen von News to Me und Spellbound mit, die jedoch nicht in einer Serie endeten. Bekannt wurde Anders durch ihre Rolle als Alex Garrett in der Sitcom Joey auf NBC.
Anders war von 2006 bis 2014 mit Schauspielkollege und Joey-Co-Star Matt LeBlanc liiert. Sie ist die Schwester von Drehbuchautor und Regisseur Sean Anders.

## Filmografie (Auswahl)

### Serien
- 2001: Law & Order (Episode 12x08)
- 2003: Oz – Hölle hinter Gittern (Oz, 5 Episoden)
- 2004: Tru Calling – Schicksal reloaded! (Tru Calling, Episode 1x18)
- 2004–2006: Joey (46 Episoden)
- 2006–2007: The Class (19 Episoden)
- 2008: Numbers – Die Logik des Verbrechens (Numb3rs, Episode 4x12)
- 2009: Better Off Ted – Die Chaos AG (Better Off Ted, 26 Episoden)
- 2011: Mr. Sunshine (13 Episoden)
- 2011: Dr. Dani Santino – Spiel des Lebens (Necessary Roughness, 4 Episoden)
- 2014–2015: About a Boy (3 Episoden)
- 2014–2015: Modern Family (4 Episoden)
- 2016: Speechless (Episode 1x07)
- 2018: 9JKL (Episode 1x13)
- 2018–2023: Young Sheldon (6 Episoden)
- 2019: The Good Fight (2 Episoden)
- 2019: Mr. Mom (11 Episoden)
- 2020–2023: Ted Lasso (9 Episoden)
- 2021: Big Shot (Episode 1x09)
- 2021: Cruel Summer (7 Episoden)
- 2022: Die Conners (The Conners, 2 Episoden)
- 2023–2024: Die wilden Neunziger (That ’90s Show, 13 Episoden)
- 2023: Bookie (8 Episoden)
- 2024: Extended Family (Episode 1x11)

### Filme
- 2003: Spellbound
- 2004: Die Frauen von Stepford (The Stepford Wives)
- 2008: Spritztour (Sex Drive)
- 2014: Return to Zero
- 2016: Is That a Gun in Your Pocket?
- 2017: Daddy’s Home 2 – Mehr Väter, mehr Probleme! (Daddy’s Home 2)
- 2018: Plötzlich Familie (Instant Family)
- 2019: Nancy Drew and the Hidden Staircase
- 2022: Spirited

## Bühnenauftritte
- 2002–2003: The Graduate (Broadway New York Plymouth Theatre) (als Elaine Robinson)